# ويليام جونز (مغني)
ويليام جونز (بالإنجليزية: William Johns)‏ هو مغني أمريكي، ولد في 2 أكتوبر 1936.